# Giro dei Paesi Baschi 2024
Il Giro dei Paesi Baschi 2024, sessantatreesima edizione della corsa e valida come prova dell'UCI World Tour 2024, si svolse in sei tappe dal 1º al 6 aprile 2024 su un percorso di 832,1 km, con partenza da Irun e arrivo ad Eibar, in Spagna. La vittoria fu appannaggio dello spagnolo Juan Ayuso, il quale completò il percorso in 15h56'50", alla media di 38,063 km/h, precedendo il connazionale Carlos Rodríguez e il danese Mattias Skjelmose.

## Tappe
| Tappa  | Data      | Percorso                            | km    | Vincitore di tappa | Leader cl. generale |
| ------ | --------- | ----------------------------------- | ----- | ------------------ | ------------------- |
| 1ª     | 1º aprile | Irun > Irun (cron. ind.)            | 10    | Primož Roglič      | Primož Roglič       |
| 2ª     | 2 aprile  | Irun > Kanbo (FRA)                  | 160   | Paul Lapeira       | Primož Roglič       |
| 3ª     | 3 aprile  | Ezpeleta (FRA) > Altsasu            | 190,9 | Quinten Hermans    | Primož Roglič       |
| 4ª     | 4 aprile  | Etxarri Aranatz > Legutio           | 157,5 | Louis Meintjes     | Mattias Skjelmose   |
| 5ª     | 5 aprile  | Vitoria-Gasteiz > Amorebieta-Etxano | 175,9 | Romain Grégoire    | Mattias Skjelmose   |
| 6ª     | 6 aprile  | Eibar > Eibar                       | 137,8 | Carlos Rodríguez   | Juan Ayuso          |
| Totale | Totale    | Totale                              | 832,1 |                    |                     |

## Squadre e corridori partecipanti
| N.      | Cod. | Squadra                 |
| ------- | ---- | ----------------------- |
| 1-7     | TVL  | Team Visma-Lease a Bike |
| 11-17   | SOQ  | Soudal Quick-Step       |
| 21-27   | MOV  | Movistar Team           |
| 31-37   | BOH  | Bora-Hansgrohe          |
| 41-46   | EFE  | EF Education-EasyPost   |
| 51-57   | ARK  | Arkéa-B&B Hotels        |
| 61-67   | JAY  | Team Jayco AlUla        |
| 71-77   | LTK  | Lidl-Trek               |
| 81-87   | GFC  | Groupama-FDJ            |
| 91-97   | COF  | Cofidis                 |
| 101-107 | UAD  | UAE Team Emirates       |
| 111-117 | TBV  | Bahrain Victorious      |

| N.      | Cod. | Squadra                         |
| ------- | ---- | ------------------------------- |
| 121-127 | IWA  | Intermarché-Wanty               |
| 131-137 | AST  | Astana Qazaqstan Team           |
| 141-147 | TEN  | TotalEnergies                   |
| 151-157 | DSM  | Team DSM-Firmenich PostNL       |
| 161-167 | IGD  | Ineos Grenadiers                |
| 171-177 | EUS  | Euskaltel-Euskadi               |
| 181-187 | DAT  | Decathlon AG2R La Mondiale Team |
| 191-197 | EKP  | Equipo Kern Pharma              |
| 201-207 | ADC  | Alpecin-Deceuninck              |
| 211-217 | CJR  | Caja Rural-Seguros RGA          |
| 221-227 | BBH  | Burgos-BH                       |
| 231-237 | Q36  | Q36.5 Pro Cycling Team          |

## Dettagli delle tappe

### 1ª tappa
- 1º aprile: Irun > Irun – Cronometro individuale – 10 km

Risultati
| Pos. | Corridore         | Squadra | Tempo  |
| ---- | ----------------- | ------- | ------ |
| 1    | Primož Roglič     | Bora    | 12'34" |
| 2    | Jay Vine          | UAE     | a 7"   |
| 3    | Mattias Skjelmose | Lidl    | a 10"  |

| Pos. | Corridore         | Squadra | Tempo  |
| ---- | ----------------- | ------- | ------ |
| 1    | Primož Roglič     | Bora    | 12'34" |
| 2    | Jay Vine          | UAE     | a 7"   |
| 3    | Mattias Skjelmose | Lidl    | a 10"  |

### 2ª tappa
- 2 aprile: Irun > Kanbo – 160 km

Risultati
| Pos. | Corridore           | Squadra   | Tempo    |
| ---- | ------------------- | --------- | -------- |
| 1    | Paul Lapeira        | Decathlon | 3h42'28" |
| 2    | Samuele Battistella | Astana    | s.t.     |
| 3    | Louis Vervaeke      | Soudal    | s.t.     |

| Pos. | Corridore         | Squadra | Tempo    |
| ---- | ----------------- | ------- | -------- |
| 1    | Primož Roglič     | Bora    | 3h55'02" |
| 2    | Mattias Skjelmose | Lidl    | a 10"    |
| 3    | Remco Evenepoel   | Soudal  | s.t.     |

### 3ª tappa
- 3 aprile: Ezpeleta (FRA) > Altsasu – 190,9 km

Risultati
| Pos. | Corridore         | Squadra  | Tempo    |
| ---- | ----------------- | -------- | -------- |
| 1    | Quinten Hermans   | Alpecin  | 4h40'59" |
| 2    | Edoardo Zambanini | Bahrain  | s.t.     |
| 3    | Alex Aranburu     | Movistar | s.t.     |

| Pos. | Corridore         | Squadra | Tempo    |
| ---- | ----------------- | ------- | -------- |
| 1    | Primož Roglič     | Bora    | 8h36'01" |
| 2    | Remco Evenepoel   | Soudal  | a 7"     |
| 3    | Mattias Skjelmose | Lidl    | a 10"    |

### 4ª tappa
- 4 aprile: Etxarri Aranatz > Legutio – 157,5 km

Risultati
| Pos. | Corridore       | Squadra     | Tempo    |
| ---- | --------------- | ----------- | -------- |
| 1    | Louis Meintjes  | Intermarché | 4h21'15" |
| 2    | Reuben Thompson | Groupama    | s.t.     |
| 3    | Karel Vacek     | Burgos      | s.t.     |

| Pos. | Corridore         | Squadra | Tempo    |
| ---- | ----------------- | ------- | -------- |
| 1    | Mattias Skjelmose | Lidl    | 8h36'11" |
| 2    | Juan Ayuso        | UAE     | a 4"     |
| 3    | Kévin Vauquelin   | Arkéa   | a 6"     |

NotaA causa di una caduta a circa 36 km dall'arrivo che ha coinvolto molti corridori e ha richiesto l'intervento di tutte le ambulanze a seguito della corsa, l'organizzazione ha deciso di neutralizzare la gara consentendo però ai sei fuggitivi di giornata di proseguire la competizione per contendersi la vittoria finale. Il gruppo ha poi concluso il percorso dietro la macchina del direttore di gara.

### 5ª tappa
- 5 aprile: Vitoria-Gasteiz > Amorebieta-Etxano – 175,9 km

Risultati
| Pos. | Corridore       | Squadra    | Tempo    |
| ---- | --------------- | ---------- | -------- |
| 1    | Romain Grégoire | Groupama   | 3h43'28" |
| 2    | Orluis Aular    | Caja Rural | s.t.     |
| 3    | M. Schachmann   | Bora       | s.t.     |

| Pos. | Corridore         | Squadra | Tempo     |
| ---- | ----------------- | ------- | --------- |
| 1    | Mattias Skjelmose | Lidl    | 12h19'39" |
| 2    | M. Schachmann     | Bora    | a 2"      |
| 3    | Juan Ayuso        | UAE     | a 4"      |

### 6ª tappa
- 6 aprile: Eibar > Eibar – 137,8 km

Risultati
| Pos. | Corridore        | Squadra | Tempo    |
| ---- | ---------------- | ------- | -------- |
| 1    | Carlos Rodríguez | Ineos   | 3h37'13" |
| 2    | Juan Ayuso       | UAE     | s.t.     |
| 3    | Marc Soler       | UAE     | a 41"    |

| Pos. | Corridore         | Squadra | Tempo     |
| ---- | ----------------- | ------- | --------- |
| 1    | Juan Ayuso        | UAE     | 15h56'50" |
| 2    | Carlos Rodríguez  | Ineos   | a 42"     |
| 3    | Mattias Skjelmose | Lidl    | a 43"     |

## Evoluzione delle classifiche
| Tappa              | Vincitore          | Classifica generale Maglia gialla | Classifica a punti Maglia verde | Classifica scalatori Maglia a pois | Classifica giovani Maglia blu | Classifica a squadre |
| ------------------ | ------------------ | --------------------------------- | ------------------------------- | ---------------------------------- | ----------------------------- | -------------------- |
| 1ª                 | Primož Roglič      | Primož Roglič                     | Primož Roglič                   | Primož Roglič                      | Juan Ayuso                    | UAE Team Emirates    |
| 2ª                 | Paul Lapeira       | Primož Roglič                     | Primož Roglič                   | Primož Roglič                      | Juan Ayuso                    | Bora-Hansgrohe       |
| 3ª                 | Quinten Hermans    | Primož Roglič                     | Quinten Hermans                 | Louis Meintjes                     | Juan Ayuso                    | Bora-Hansgrohe       |
| 4ª                 | Louis Meintjes     | Mattias Skjelmose                 | Quinten Hermans                 | Louis Meintjes                     | Juan Ayuso                    | Bora-Hansgrohe       |
| 5ª                 | Romain Grégoire    | Mattias Skjelmose                 | Alex Aranburu                   | Louis Meintjes                     | Juan Ayuso                    | UAE Team Emirates    |
| 6ª                 | Carlos Rodríguez   | Juan Ayuso                        | Alex Aranburu                   | Sepp Kuss                          | Juan Ayuso                    | UAE Team Emirates    |
| Classifiche finali | Classifiche finali | Juan Ayuso                        | Alex Aranburu                   | Sepp Kuss                          | Juan Ayuso                    | UAE Team Emirates    |

Maglie indossate da altri ciclisti in caso di due o più maglie vinte
- Nella 2ª tappa Jay Vine ha indossato la maglia verde al posto di Primož Roglič e Ethan Hayter ha indossato quella a pois al posto di Primož Roglič.
- Nella 3ª tappa Paul Lapeira ha indossato la maglia verde al posto di Primož Roglič e Jetse Bol ha indossato quella a pois al posto di Primož Roglič.

## Classifiche finali

### Classifica generale - Maglia gialla
| Pos. | Corridore         | Squadra   | Tempo     |
| ---- | ----------------- | --------- | --------- |
| 1    | Juan Ayuso        | UAE       | 15h56'50" |
| 2    | Carlos Rodríguez  | Ineos     | a 42"     |
| 3    | Mattias Skjelmose | Lidl      | a 43"     |
| 4    | Marc Soler        | UAE       | a 1'23"   |
| 5    | Brandon McNulty   | UAE       | a 1'46"   |
| 6    | Pello Bilbao      | Bahrain   | a 1'48"   |
| 7    | Isaac Del Toro    | UAE       | a 2'15"   |
| 8    | Kévin Vauquelin   | Arkéa     | a 2'38"   |
| 9    | Ion Izagirre      | Cofidis   | a 3'06"   |
| 10   | Alex Baudin       | Decathlon | a 3'07"   |

### Classifica a punti - Maglia verde
| Pos. | Corridore         | Squadra  | Punti |
| ---- | ----------------- | -------- | ----- |
| 1    | Alex Aranburu     | Movistar | 40    |
| 2    | Juan Ayuso        | UAE      | 35    |
| 3    | Romain Grégoire   | Groupama | 34    |
| 4    | Carlos Rodríguez  | Ineos    | 31    |
| 5    | Mattias Skjelmose | Lidl     | 30    |

### Classifica scalatori - Maglia a pois
| Pos. | Corridore      | Squadra     | Punti |
| ---- | -------------- | ----------- | ----- |
| 1    | Sepp Kuss      | Visma       | 35    |
| 2    | Louis Meintjes | Intermarché | 20    |
| 3    | Isaac Del Toro | UAE         | 15    |
| 4    | Rein Taaramäe  | Intermarché | 15    |
| 5    | Igor Arrieta   | UAE         | 15    |

### Classifica giovani - Maglia blu
| Pos. | Corridore        | Squadra  | Punti      |
| ---- | ---------------- | -------- | ---------- |
| 1    | Juan Ayuso       | UAE      | 15h56'50"' |
| 2    | Isaac Del Toro   | UAE      | a 2'15"    |
| 3    | Oscar Onley      | DSM      | a 4'48"    |
| 4    | W. Junior Lecerf | Soudal   | a 6'31"    |
| 5    | Romain Grégoire  | Groupama | a 9'39"    |